# Termeso
Termeso, Termesos, Termessos, Termissos o Telmissos (en griego antiguo Τερμησσός) fue una ciudad de Pisidia, famosa por su inexpugnabilidad como fortaleza. Situada en los montes Tauro a la entrada de un valle atravesado por el río Catarractes, era un nudo de comunicación esencial entre Pisidia, Panfilia y Licia. La cima de la montaña en la que se asentaba la acrópolis se llamaba Solimo (actual monte Güllük). Se trata, cosa bastante rara en la época, de una ciudad situada a una altitud de 1050 metros, en una meseta. La vía que la cruzaba pasaba por una garganta muy estrecha que podía ser defendida por pocos hombres.

## Mitología
La tradición la asocia con el héroe Belerofonte, que luchó contra los sólimos. Cerca de Termeso se hallaba un lugar conocido como la empalizada de Belerofonte y una tumba que se atribuía a su hijo Isandro, que murió en la batalla. Otra tradición menciona una derrota de los sólimos frente  al ejército de Memnón.

## Historia

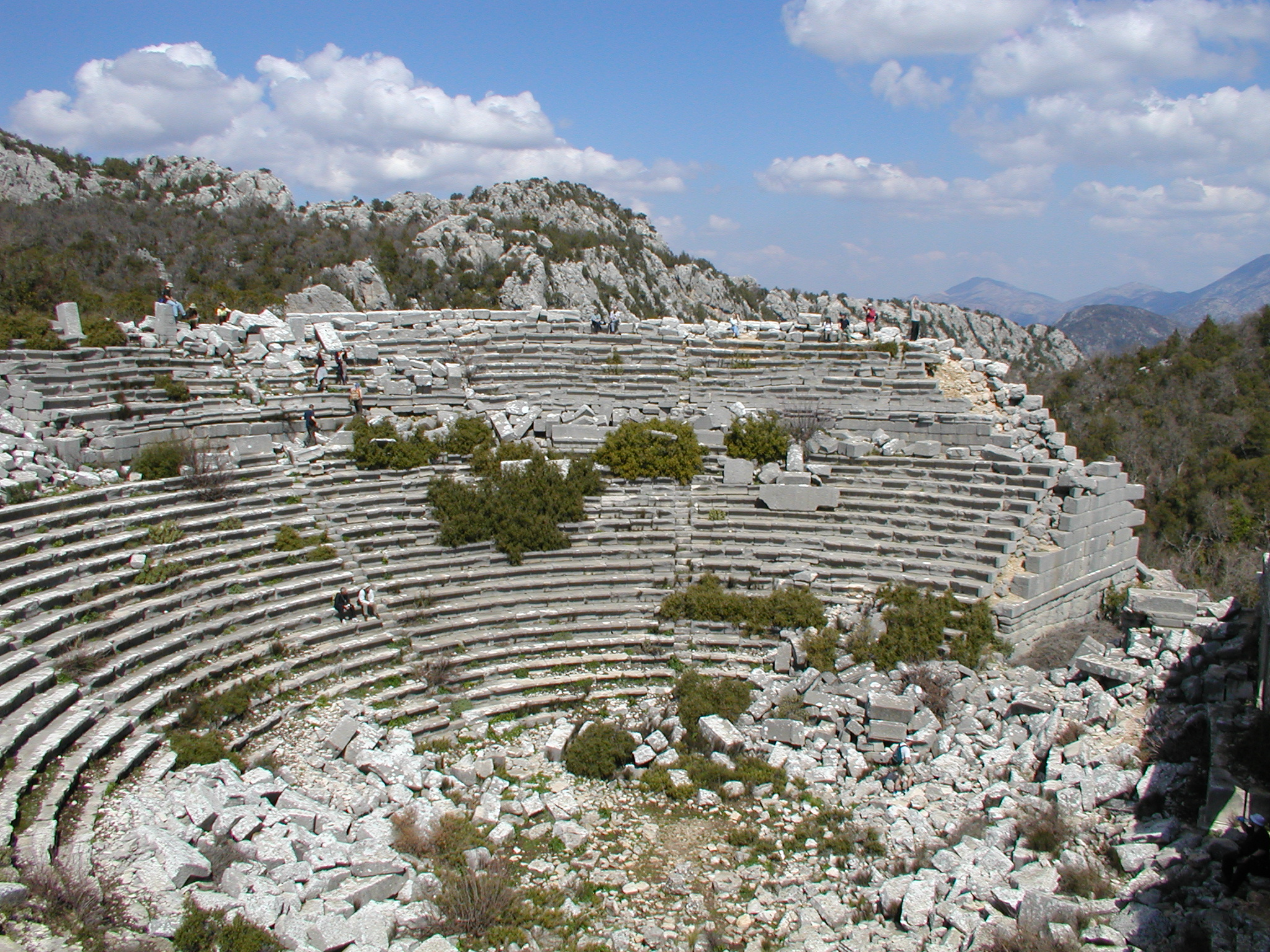
Teatro griego de Termeso.

Sus orígenes son mal conocidos. Sus primeros habitantes, los sólimos, eran pisidios que vivían de la ganadería, del cultivo de la aceituna, pero también del bandolerismo lo que les dio una reputación execrable. 
Según Estrabón, en 334 a. C., Alejandro Magno destruyó Termeso, puesto que quería dejar libres los desfiladeros del camino a la región de Milia. Por otra parte, Arriano indica que las tropas de Alejandro hicieron retroceder a los termiseos, que protegían la garganta de acceso, hasta su ciudad, pero que al ver que la toma de Termeso podría prolongarse por largo tiempo, se dirigieron antes contra la ciudad de Sagalaso.
En un enfrentamiento en el año 319 a. C. entre tropas del diádoco Antígono I Monóftalmos contra Alcetas de Macedonia. Este último fue derrotado y se retiró a Termeso. Allí los pisidios más jóvenes de la ciudad estaban a favor de luchar a favor de Alcetas, pero los hombres de edad más avanzada, temiendo la destrucción de su ciudad, se oponían y enviaron una embajada a Antígono prometiendo entregarle a Alcetas. Mientras se desarrollaban combates lejos de la ciudad, los ancianos enviaron a un esclavo para que apresara a Alcetas pero este se suicidó para no caer en manos de sus enemigos. Cuando los hombres jóvenes regresaron de los combates se enfurecieron contra sus parientes, recuperaron el cadáver de Alcetas, le rindieron honores y decidieron hacer la guerra de guerrillas contra los territorios controlados por Antígono.
Más tarde pasó a estar bajo control del dinastía Ptolemaica. La ciudad se helenizó rápidamente en el siglo III a. C., y contaba, en su apogeo, con varias decenas de millares de habitantes. 
En 189 a. C. un ejército de Termeso había puesto sitio a la ciudad de Isinda. Los romanos acudieron en auxilio de los sitiados y, tras levantar el asedio, concedieron la paz a Termeso a cambio de 50 talentos de plata.
Pasó a soberanía de Roma y emitió moneda hasta la época del emperador Severo. Roma le otorgó un estatuto de autonomía conocido como Lex Antonia de Termessibus en 72 o 68 a. C. para agradecerle su alianza en la guerra contra Mitrídates VI (Véase tercera guerra mitridática).
La ciudad fue próspera bajo el período romano, pero su decadencia comenzó a partir del siglo V, cuando un terremoto asoló la ciudad y fue abandonada. En este mismo siglo, fue sede de un obispado y tenía bajo su jurisdicción a las vecinas ciudades de Jovia y Eudocia.

## Restos arqueológicos

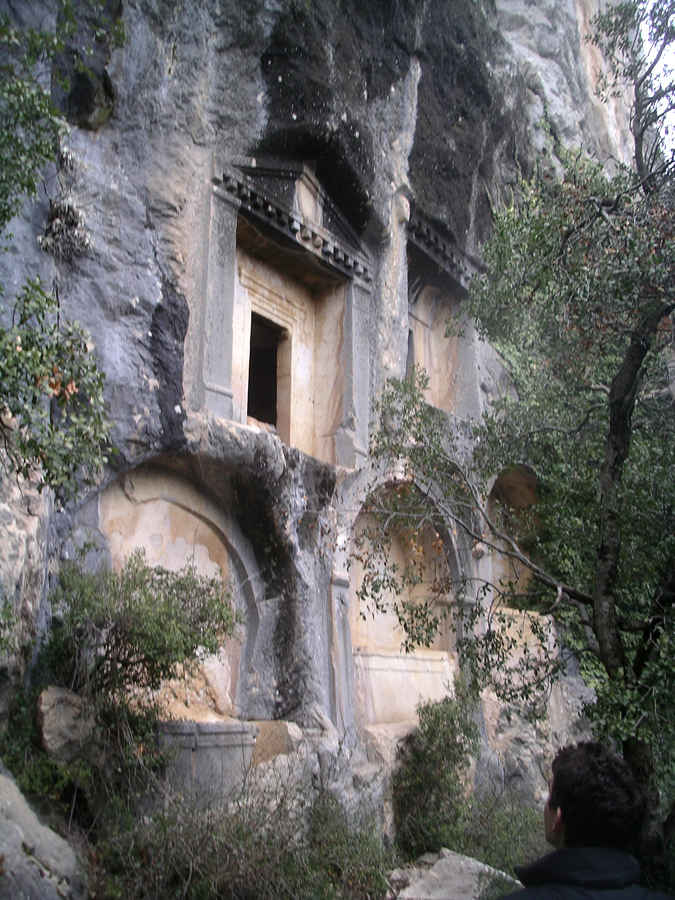
Tumbas excavadas en roca en Termesos

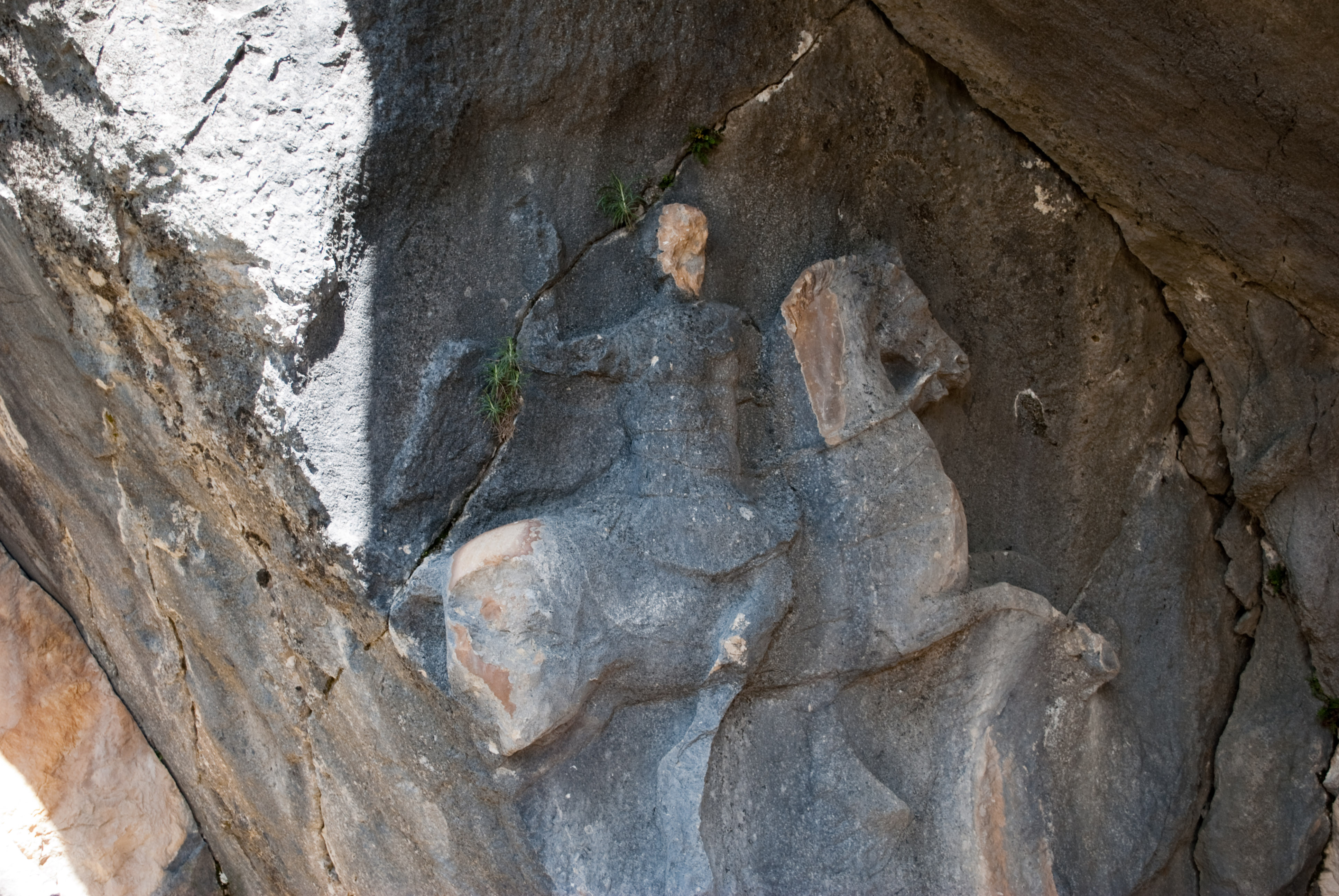
Relieve de un jinete en la llamada «tumba de Alcetas».

Sus restos, relativamente bien conservados, están dentro del Parque Nacional de Güllük Dağı, en el lugar llamado Karabunar Kiui, a 34 km al noroeste de Antalya, ruinas que están situadas al pie del monte donde estaba la fortaleza.
Hoy día los monumentos de la época helenística y romana son todavía visibles, como el teatro (4.200 plazas), el odeón, el gimnasio, el ágora, fortificaciones, la cisterna, seis templos entre los que se encuentran uno dedicado a Artemisa y otro probablemente a Zeus Solimeo y tumbas, entre las que se encuentra una que se cree que es la que fue erigida en honor de Alcetas.
Entre los cultos que se rendían en la ciudad, resulta singular el culto a Aquiles médico, documentado en un epitafio hallado en un sarcófago de época imperial romana.
En Pisidia existió otra ciudad del mismo nombre, conocida como Termeso menor (Termessos he mikra).